# De Nieuwe Snaar
De nieuwe snaar est un groupe belge de musique folk originaire de Duffel, en Région flamande, actif entre 1982 et 2014.

## Histoire
De nieuwe snaar (successeur de The String) voit le jour en 1982, mais ses membres étaient déjà actifs dans divers groupes de folk et d'humour. Le musicien et parolier Hugo Matthysen contribue de manière significative au répertoire. La chanson De Prehistorie (dont la mélodie est une reprise de Bread and Butter des Newbeats) devient célèbre en tant que générique de l'émission de télévision De Prehistorie. Le 16 mai 2009, ce groupe est honoré par la route SIM (Schelde Internationale Muziekstroom) : depuis lors, les membres du groupe ont leur propre rue, Over de Nieuwe Snaar, au pied du nouveau pont de l'Escaut dans la commune de Bornem ('t Sas, Weert).
En 2011, l'ouvrage Het verhaal van De Nieuwe Snaar, écrit par Kris De Smet, membre du groupe, est publié. Le 3 mars 2011, les membres du groupe annoncent la fin de leur compagnie. Leur tournée d'adieu dure jusqu'en 2014 avant que le rideau ne tombe. Le 25 avril 2014, De nieuwe snaar donnent leur dernière représentation lors de la Nekka nacht au Sportpaleis d'Anvers. La Nekka nacht leur rendait hommage et s'intitulait De Ereronde.

## Membres
- Jan De Smet – chant, accordéon, ukulélé, slide-whistle (1982-2014)
- Kris De Smet – chant, hautbois, cor anglais, tin-whistle (1982-2014)
- Geert Vermeulen – chant, violon, mandoline, guitare (1982-2014)
- Walter Poppeliers – contrebasse, trompette (2000-2014)

## Discographie
- 1986 : Hartelijk gefotografeerd (EMI)
- 1989 : Hackadja (EMI)
- 1992 :  William (EMI)
- 1994 : Revue (EMI)
- 1997 : Famineurzeven (Myron LAM)
- 2000 : De Vierde Maat (Myron LAM)
- 2003 : De Omloop (AMC)